# L'imperatrice Yang Kwei-fei
L'imperatrice Yang Kwei-fei (楊貴妃?, Yōkihi) è un film del 1955 diretto da Kenji Mizoguchi.

## Trama
L'imperatore cinese Xuan Zong, ancora sconvolto per la morte della moglie, riceve la visita di Yang Kwei Fei, una giovane sguattera con lontani legami di parentela con la dinastia Tang: egli riscontra subito una certa somiglianza con la moglie e se ne innamora.
La famiglia Yang che in effetti si era adoperata per esercitare la sua influenza a corte, riesce a prendere il potere con la forza dando luogo ad un regime tirannico. Il generale An Lushan, artefice dell'ascesa di Yang Kwei Fei, non è però nominato tra i ministri del nuovo regime e finisce per capeggiare la rivolta popolare che ha per bersaglio l'intera famiglia Yang. Benché il coinvolgimento della donna nella vita politica fosse allora condannato con la morte, nella rivolta contro il nuovo regime Yang sacrificherà la propria vita per l'imperatore.

## Distribuzione

### Date di uscita
- 3 maggio 1955 in Giappone
- 17 settembre 1956 negli Stati Uniti (Princess Yang Kwei-fei)
- 7 ottobre 1972 in Germania Ovest (Die Prinzessin Yang Kwei-fei)
- 18 agosto 2001 in Argentina (Princesa Yang Kwei-fei)[3]

## Accoglienza

### Critica
Il film fu presentato alla 20ª Mostra internazionale d'arte cinematografica di Venezia: pur venendo considerato un'opera di alto livello, più parti della critica lo ritenne eccessivamente elaborato per via del colore e della messa in scena.